# 試製五式砲戦車
五式砲戦車は、第二次世界大戦時の大日本帝国陸軍の試作戦車（砲戦車）。なお、当記事名にもなっている五式砲戦車という呼称は制式名称ではない（正式名称は試製新砲戦車（甲） ホリ（しせいしんほうせんしゃ (こう) ホリ）。
主砲は試作砲が完成し、また、実用化の域に達していたものの、車体は製作途中で終戦を迎えたため未成に終わった。

## 概要
1943年（昭和18年）6月30日の陸軍軍需審議会幹事会において、独ソ戦にて装甲・火力の目覚ましい進化を遂げているドイツ・ソ連両軍新鋭戦車を評価した結果、帝国陸軍は従来の新57mm対戦車砲の計画を破棄し、代わって75ｍｍ戦車砲・105mm大口径砲を計画。それを受けて同年7月22日、「試製十糎戦車砲（長）」と「試製十糎対戦車砲（試製十糎対戦車自走砲）」の開発が決定された。
この内、試製十糎戦車砲（長）を搭載する新砲戦車の要目は、全周を密閉した固定式砲塔を持ち、水平射界は左右に10度とされ、計画名称は試製新砲戦車（甲） ホリ（ホリ車）となった。その役割は重装甲・大火力をもって対重戦車火力の中核を担い、主力戦車であるチリ車(五式中戦車)を援護し敵に接近させることだった。

## 攻撃力

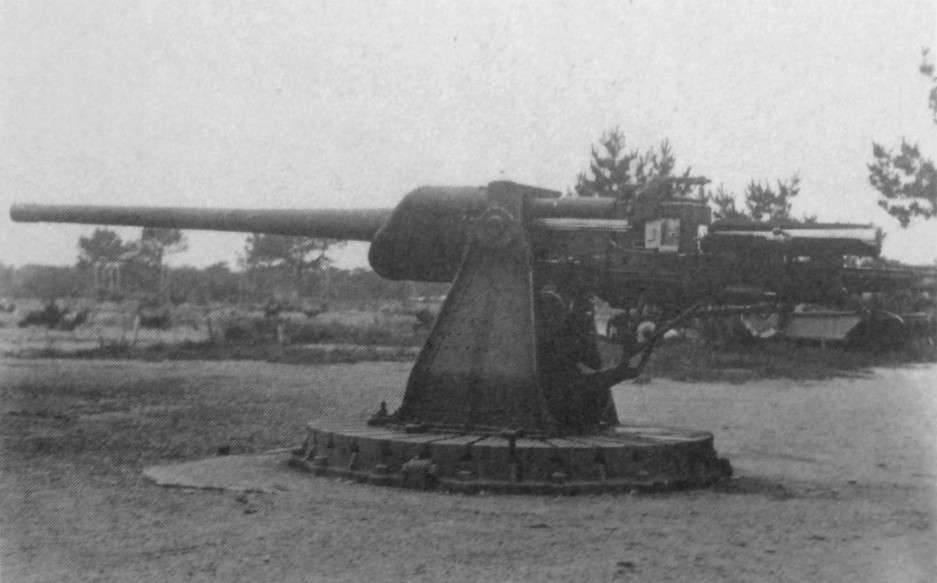
試製十糎戦車砲（長）。半自動装填装弾機が装着されている

主砲である試製十糎戦車砲（長）は、口径105mm、初速約900m/s、薬室を含めた砲身長5.759m（55口径）、高低射界-10度～+20度、方向射界 左右各約10度、重量4.7tである。
この試製十糎戦車戦車砲（長）は、当初は距離1,000mで厚さ200㎜の装甲板を貫通する性能が求められたが、これは計画以前から、ドイツ経由で開発が報じられていたフェルディナンド自走砲（エレファント重駆逐戦車）の200㎜の装甲厚および、それに対抗するために将来出現するであろうソ連軍の新鋭重戦車の予想性能をもとに導き出された要求値である。
ただし、早急な戦力化が重視されたことや、技術的な問題から距離1,000mで150mmの装甲板を貫通する性能を当面の目標として開発が開始された。
最終的な貫通力は不明だが、陸上自衛隊幹部学校戦史教官室の所蔵資料である、近衛第3師団の調整資料『現有対戦車兵器資材効力概見表』によると、
試製十糎戦車砲（長）と砲身長、弾頭重量や砲初速などが近似する「一〇〇TA（試製十糎対戦車砲）」の徹甲弾は、射距離1,000m/貫通鋼板厚175mmとなっている（射撃対象の防弾鋼板の種類や徹甲弾の弾種は記載されず不明）。
試製十糎戦車砲（長）は、単肉自緊砲身で閉鎖機は水平鎖栓式、自動装填機を砲後尾に装備した。小柄な日本人の体格で、全長123cm、重量30kgの弾薬を装填するのは難しいとみられたためである。開発にあたって時間短縮のためにさまざまな火砲の部品が流用・参考されており、駐退器は九六式十五糎榴弾砲を参考とし、また鹵獲品のラ式十五糎榴弾砲の予備液室を使用。自動装填機は三式十二糎高射砲の機構を採用した。試製砲2門の砲身素材には、開発中止になった試製大威力十糎加農（65口径）の砲身用として日本製鋼所に発注された鋼塊が流用されている。火砲の自動装填機構は不具合が続いたが、改修を重ねて欠点を除去した。
砲の左側に水平射界（左右）と高低射界を調整するハンドルがあり、この回転をギアで介して操砲した。撃発は足元のペダルによる。
発砲すると砲が反動を受け540mm後座し、鎖栓が自動的に左方へ開放、空薬莢が蹴り出され、重量2tの砲身全体が約1秒で元の位置へ押し戻る。ほぼ同時に砲尾左側に装備された装填架が右方へ装填位置に倒れこみ、装填腕が装填架にくわえこんだ砲弾を薬室へと前進させ、装填する。
砲弾は弾丸と薬莢が一体型となった完全弾薬筒式であり、弾種は徹甲弾（試製二式徹甲弾）・榴弾（九一式榴弾）・代用弾（十四年式代用弾、演習用の訓練弾）が用意された。装薬は6.5kgで、初速900m/sの射撃試験において弾量16kgの弾丸を初速916m/sで射出した。試製十糎戦車砲と試製十糎対戦車砲の薬室・弾薬の共通性に関して詳細は分かっておらず不明である。
試製十糎戦車砲（長）は1944年（昭和19年）2月にほぼ設計が完了し、同年12月には試作砲完成。射撃試験を経て、翌1945年（昭和20年）5月には実用水準に達していた。試製十糎戦車砲（長）は2門製造されており、第1号砲は三菱重工業東京機器製作所(玉川工場)にて製作中のホリ車に搭載することとされ、第2号砲は1945年6月に伊良湖試験場にて弾道性試験を行った。
本車に関する開発資料の多くは散逸しているが、ホリI（の傾斜装甲型）は木型模型の写真、ホリIIは1944年（昭和19年）8月に調整されたとされる側面図が現存している。
副武装（副砲）として、車体前面に一式三十七粍戦車砲(37mm)1門、また九七式車載重機関銃(7.7mm)1挺（一式三十七粍戦車砲と双連）および、車体上面に対空自衛用として高射機関砲(20mm)2門の装備が計画されていた。
ホリIIの車長用展望塔（キューポラ）には測距儀が装備され、敵戦車に対して車長の観測による遠距離射撃が可能であった。

## 車体
車体のベースはチリ車であった。車体形状は幾種類かが設計されており、ホリIは側面形がドイツ陸軍のエレファント重駆逐戦車に、またホリIIはヤークトティーガーに類似している。
計画では、ホリ車は前面125mmの強固な装甲を施されていた。この値は、約1000ｍ付近の距離でソ連の重対戦車砲に耐えられるものとして設定されたものである。側面装甲は25mmと、ベースとなった五式中戦車よりも薄いが、これは機動性を五式中戦車に合わせるための軽量化であり、ホリ車は搭載砲の重量が大きい分、装甲の重量を五式中戦車よりも絞ることが求められたためである。開発開始時の計画重量は五式中戦車に合わせて約35ｔである。
機関には伝統のディーゼルエンジンではなく、元はBMWが開発した航空用ガソリンエンジン（水冷V型12気筒・出力550hp）を用いた。これは航空機の発達によりアンダーパワーで余剰品となった旧式品の流用である。これを車体中央、前部寄りに配した。走行装置はチリ車と同様である。無限軌道の履帯幅は600mmであった。
ホリ車の車幅3.05ｍは、戦中から戦後しばらくにかけて設定されていた鉄道輸送限界3.1ｍに収まるものであり、40ｔという重量も1943年（昭和18年）以降に制定されたとされる戦時増載が適用された場合のチキ1500形の最大積載荷重限界目一杯のものだった。
乗員は、車長、砲手、操縦手、通信手兼副砲手の各1名、装填手2名の計6名が予定されていた。

### その他
外地への輸送は大陸方面に限り、大連など当時日本の影響下にあった軍港での陸揚げが可能であった。
終戦時、三菱重工業東京機器製作所にて車体が5輌製作中であり、工程は50%に達していた（これは単に、「資材(装甲など)が準備できた状態」を指す可能性がある）。

## 登場作品
『R.U.S.E.』
日本の駆逐戦車として登場。
『WarThunder』
ver1.71アップデートにてホリプロトタイプ（ホリI傾斜装甲型）がプレミアム戦車、ver1.73アップデートにて日本陸軍ツリーの情報提供者により5輌が終戦までに量産されたとされるⅢ型(Ⅰ型の改良型)が駆逐戦車、ホリプロダクション（通常ツリー）として登場。
『World of Tanks Blitz』
アップデート6.9にて日本の駆逐戦車として登場　なおティアは8から10。
『World of Tanks』
v1.20.1アップデートにて日本の駆逐戦車としてTier8にHo-Ri 2型、Tier9にHo-Ri 1型、Tier10にHo-Ri 3型が登場